# Ludov
Ludov é uma banda brasileira formada em 2003 por Vanessa Krongold, Mauro Motoki, Paulo Rocha e Habacuque Lima.
Lançaram os EPs Dois a Rodar (2003), que contém a canção "Princesa", Minha Economia (2011), O Paraíso (2012) e Eras Glaciais (2013), além dos álbuns O Exercício das Pequenas Coisas (2005), Disco Paralelo (2007), Caligrafia (2009) e Miragem (2014).

## História
A banda surgiu após o fim dos Maybees, grupo que era composto por todos os componentes da banda atual, exceto por Paulo "Chapolin", que substituiu o antigo baterista, Rodrigo Falcão, que tinha ido para o exterior. A banda Maybees cantava em inglês, mas devido à vontade dos integrantes de renovarem às suas próprias carreiras acabaram terminando a banda.
Os ex-integrantes reecontraram-se alguns meses depois e perceberam que a mesma relação artística que os havia unido no passado ainda existia pois havia muita disposição para a criação de uma banda renovada; a partir de então compõem e cantam somente em português. Usaram o nome provisório de Supertrunfo (Habacuque gravou 20 cópias de um CD instrumental com esse nome), mas logo mudaram-no para Ludov, tirado do "Tratamento Ludovico" do filme Laranja Mecânica.
Lançaram o EP Dois a Rodar em 2003, que continha as músicas “Princesa” e “Dois a Rodar”.
No início da carreira, a banda começou a ganhar espaço na MTV Brasil e já foram apresentados dois clipes no Disk MTV. Ganharam um prêmio no Video Music Brasil da MTV de 2004 com o clipe "Princesa". Já em 2005, concorreram em três categorias com "Kriptonita".
Em 2005, lançam O Exercício das Pequenas Coisas pela Deckdisc.
Em 2007, lançam o Disco Paralelo, produzido pelo Chico Neves, através do selo Mondo77.
Em 14 de julho de 2009, lançam seu terceiro álbum de estúdio, chamado Caligrafia, com a sua apresentação das suas músicas pela Internet, através do site da banda. Seu primeiro single é a música "Reprise".
Em abril de 2011, a banda abriu dois shows do Roxette em São Paulo.
Em 2013, se apresentam no festival Lollapalooza, em São Paulo.
A banda continuou com lançamentos de 3 EP independentes, até em 2013 anunciarem o novo CD, Miragem, e um projeto da versão em vinil deste por meio de crowdfunding. "Copo de Mar" foi o primeiro single oficialmente divulgado para promover o trabalho. Em julho de 2014, lançam o clipe da música “Quem Cuida da Casa”, onde estética do filme é uma homenagem ao cineasta norte-americano Wes Anderson.

## Integrantes

### Formação atual
- Vanessa Krongold: vocal e violão (São Paulo, 25 de dezembro de 1976). É formada em Propaganda e Marketing. Além de violão toca pandeiro de formato em meia-lua usado em algumas canções da banda. Já fez participações especiais em turnês das bandas Ira!, Pato Fu e Penélope.
- Habacuque Lima: guitarra, baixo e vocal (Brasília, 8 de fevereiro de 1977). Morou na sua cidade natal até os 18 anos quando mudou-se para São Paulo a fim de cursar Comunicação Social. Além de ser integrante da banda é produtor musical e já tocou com a banda Pullovers e a cantora Lulina.
- Mauro Motoki: guitarra, teclado, baixo e vocal (Brasília, 25 de fevereiro de 1977). Formado em Publicidade e Propaganda pela ECA-USP (Escola de Comunicações e Artes da Universidade de São Paulo).
- Paulo "Chapolin" Rocha: bateria (São Paulo, 25 de janeiro de 1978). Começou seus estudos musicais tocando piano aos 7 anos de idade. Com 14 anos, estendeu seu estudos ao saxofone, porém o trocou pela bateria. Estudou durante quatro anos com Claudio Tchernev, na escola musical "Art Livre". Depois continuou as aulas na Universidade Livre de Música em São Paulo com o percussionista Beto Caldas e a professora Lilian Carmona. Hoje é baterista das bandas Ludov e Seychelles.

### Ex-integrantes
- Vlad Rocha - bateria
- Eduardo Filomeno - baixo

## Discografia[26]

### Álbuns de estúdio
| Álbum                           | Detalhes                                                                                 |
| ------------------------------- | ---------------------------------------------------------------------------------------- |
| O Exercício das Pequenas Coisas | - Lançamento: 17 de janeiro de 2005 - Formatos: CD - Gravadora: Deckdisc                 |
| Disco Paralelo                  | - Lançamento: 13 de junho de 2007 - Formatos: CD - Gravadora: Tratore                    |
| Caligrafia                      | - Lançamento: 31 de agosto de 2009 - Formatos: CD, download digital - Gravadora: Tratore |
| Miragem                         | - Lançamento: 22 de maio de 2014 - Formatos: CD, download digital - Gravadora: Tratore   |

### EPs
| Álbum          | Detalhes                                                                              |
| -------------- | ------------------------------------------------------------------------------------- |
| Dois a Rodar   | - Lançamento: 20 de novembro de 2003 - Formatos: EP - Gravadora: Deckdisc             |
| Minha Economia | - Lançamento: 6 de setembro de 2011 - Formatos: Download digital - Gravadora: Tratore |
| O Paraíso      | - Lançamento: 17 de julho de 2012 - Formatos: Download digital - Gravadora: Tratore   |
| Eras Glaciais  | - Lançamento: 18 de abril de 2013 - Formatos: Download digital - Gravadora: Tratore   |

### Singles
| Título                 | Ano  | Álbum                           |
| ---------------------- | ---- | ------------------------------- |
| "Dois a Rodar"         | 2003 | Dois a Rodar                    |
| "Princesa"             | 2003 | Dois a Rodar                    |
| "Melancolia"           | 2004 | Dois a Rodar                    |
| "Aconteceu"            | 2004 | Dois a Rodar                    |
| "Da Primeira Vez"      | 2004 | Dois a Rodar                    |
| "Kriptonita"           | 2005 | O Exercício das Pequenas Coisas |
| "Estrelas"             | 2005 | O Exercício das Pequenas Coisas |
| "Dorme em Paz"         | 2006 | O Exercício das Pequenas Coisas |
| "Esquece e Vai Sorrir" | 2006 | O Exercício das Pequenas Coisas |
| "Urbana"               | 2007 | Disco Paralelo                  |
| "Rubi"                 | 2007 | Disco Paralelo                  |
| "Reprise"              | 2009 | Caligrafia                      |
| "Terrorismo Suicida"   | 2009 | Caligrafia                      |
| "Copo de Mar"          | 2014 | Miragem                         |
| "Cidade Natal"         | 2014 | Miragem                         |

### Outras aparições
| Título               | Ano  | Álbum               |
| -------------------- | ---- | ------------------- |
| "O Que Eu Procurava" | 2007 | High School Musical |

### Videografia
- "Dois a Rodar" (2004) - dirigido por Alberto Azevedo e Malu Spacca
- "Princesa" (2004) - dirigido por Ricardo Filomeno

Vencedor do VMB de Melhor Clipe Independente em 2004, indicado a Artista Revelação e Melhor Clipe segundo Escolha da Audiência
- "Da Primeira Vez" (2004) - dirigido por Mauricio Galdieri
- "Kriptonita" (2005) - dirigido por Daniel Og

Indicado ao VMB como melhor Clipe Pop, Melhor Fotografia e Melhor Clipe segundo Escolha da Audiência
- "Estrelas" (2005) - dirigido por Maurício Eça e JR Alemão
- "Dorme em Paz" (2006) - dirigido por Mauricio Galdieri e Gabriel Barros
- "Esquece e Vai Sorrir" (2006) - dirigido por Tainá Azeredo
- "Urbana" (2007) - dirigido por Teodoro Poppovic
- "O que eu procurava" (2007) - diretor desconhecido
- "Rubi" (2008) - dirigido por Catarina Siqueira
- "Reprise" (2009) - dirigido por Ricardo Seco e gravado no Teatro Sérgio Cardoso
- "Copo De Mar" (2014) - dirigido por Habacuque Lima
- "Cidade Natal" (2014) - dirigido por Habacuque Lima e gravado na Pedra Grande em Atibaia - SP